# 서울무학초등학교
서울무학초등학교는 대한민국 서울특별시 성동구 왕십리동에 있는 공립 초등학교이다. 1919년 3월 9일, 이 학교의 학생이 참여하기도 했으며 이 학교를 중심으로 한 만세 운동이 일어나서 조선인들이 체포되었다. 서울무학초등학교에서 일어난 만세 운동은 3월 23일까지 서울과 고양 일대의 만세 운동을 잠재우는 계기가 되었다고 평가받는다. 1933년 11월, 경성고보 부설 임시교원양성소를 졸업한 김성달 교사가 학생을 폭행하여 사망케 한 사건이 있었어서 사회적으로 논란을 일으켰고 이것을 한양대학교 박찬승 교수는 보통학교 학생들의 동맹휴학의 원인으로 지적했다.

## 학교 연혁
- 1915년 9월 1일 왕십리공립보통학교 개교
- 1938년 4월 1일 경성무학공립심상소학교로 개칭[4]
- 1941년 4월 1일 경성무학공립국민학교로 개칭[5]
- 1958년 3월 15일 금호국민학교(456명) 분리
- 1962년 12월 24일 행당국민학교(21학급) 분리
- 1968년 12월 28일 금북국민학교(815명 (9학급)) 분리
- 1984년 6월 7일 본관 준공
- 1996년 4월 1일 서울무학초등학교로 개칭[6]
- 1997년 9월 1일 학교 급식 실시
- 2000년 2월 15일 교육정보화 시스템 구축
- 2000년 6월 30일 제1회 장다리꽃 축제
- 2000년 10월 30일 신관9개 교실 준공
- 2000년 11월 10일 제1회 가족과 함께 하는 무학동요제
- 2000년 11월 20일 방송시설 보수 및 재설치
- 2001년 6월 30일 학교 녹화 사업 실시(~ 10월 29일)
- 2005년 9월 1일 행현초등학교(11학급) 분리
- 2008년 10월 30일 신관 및 정보관 4층 6개 교실 증축
- 2009년 2월 28일 체육관 겸 정보관 완공, 교내 조경공사 완료
- 2015년 9월 1일 서울형 혁신학교 지정
- 2015년 9월 18일 개교 100주년 기념행사[7]
- 2017년 12월 1일 스쿨버스 운영
- 2018년 9월 1일 변부경 교장 부임
- 2018년 12월 9일 학생자치실 개관
- 2018년 12월 18일 교육용 PC 및 단말기 교체(35대), 무선인프라 구축
- 2018년 12월 27일 상담실 리모델링, 보건실 본관 건물로 이전
- 2019년 1월 16일 비상벨 설치(20곳), 노출 전선 정리
- 2019년 1월 17일 본관 연결통로 엘리베이터 설치
- 2019년 2월 26일 돌봄 제3교실 개관(연계형 돌봄교실 추가)
- 2019년 2월 28일 통학로 수목 정리
- 2019년 3월 20일 도서실 내부 및 복도환경 개선
- 2019년 6월 20일 철계산 물청소(왕십리2동 주민센터, 성동구청 지원)
- 2019년 8월 9일 석면제거 공사[8]
- 2019년 9월 6일 울퉁불퉁창작소(스페이스메이커) 리모델링 공사
- 2019년 10월 1일 CCTV(본관 뒷편, 경사지면 앞, 스쿨버스정거장 옆 출입문) 4대 설치
- 2019년 10월 19일 특수학급(우리함께반) 공간혁신 리모델링 실시
- 2020년 1월 9일 제104회 졸업식(96명, 누계 50574명)
- 2020년 2월 4일 리모델링 공사[9]
- 2020년 2월 14일 석면제거 공사[10], 천정텍스 재설치 및 LED전등 설치(아름다울채(1~3층))
- 2020년 2월 28일 본관 1층 연계형 돌봄교실 보수공사, 암반 경사지면 보강공사(구 테니스장 보도블럭 설치 및 후문 재설치 포함), 무학초-한신무학아파트 철계단 핸드레일 설치 등 보수공사
- 2020년 3월 1일 27학급 편성(특수 2)(입학생 98명)
- 2020년 3월 17일 대기전력차단장치 설치 공사, 본관 교실용 신발장 설치, 잔디운동장 부분보수 및 우레탄 전체보수(탑코팅 도로), 방역암막용 블라인드 설치[11]
- 2020년 4월 1일 학교 창문 미세먼지 차단 방진 방충망 설치
- 2020년 5월 14일 영어체험실 환경개선 공사
- 2020년 8월 14일 예절실 및 과학실 환경개선공사
- 2020년 11월 20일 병설유치원 리모델링 공사(외부 놀이터 설치)
- 2020년 12월 3일 어린이자치실 리모델링 공사(본관 뒤 창고보수 공사 포함)
- 2020년 12월 18일 학교보안관실 교체
- 2021년 1월 20일 학교 바닥 교체
- 2021년 2월 10일 제105회 졸업식(100명, 누계 50674명)
- 2021년 3월 1일 병설유치원 개원
- 2021년 3월 1일 26학급 편성(특수 2학급 포함)

## 학교 상징
- 교화(校花) - 장미 : 남을 배려하고 정열적으로 노력하는 무학 어린이
- 교목(校木) - 은행나무 : 굳세고 튼튼하게 자라는 무학 어린이

## 참고 자료
- 서울무학초등학교 - 한국교육학술정보원 학교알리미